# Бой последен
„Бой последен“ е български игрален филм (драма) от 1977 година на режисьора Зако Хеския, по сценарий на Никола Русев, Свобода Бъчварова и Зако Хеския. Сценарият е написан по книгата на Веселин Андреев „Умираха безсмъртни“. Оператор е Виктор Чичов. Художник е Стефан Савов. Музиката във филма е композирана от Кирил Дончев.

## Актьорски състав
- Иван Бурджев – пълномощникът
- Илия Караиванов – Марин
- Васил Банов – Владо
- Димитър Хаджийски – Дафин
- Юрий Ангелов (като Юри Ангелов) – Геро
- Иван Златарев – Фердо
- Кирил Попхристов – Вичо
- Мимоза Базова – Николина
- Мария Славчева – Вена
- Лев Пригунов – Серьожа
- Никола Чиприянов – Велин
- Велко Кънев – Здравко
- Вельо Горанов – Жежкото
- Ненчо Йовков – Камен
- Милко Минков – Станко
- Белла Цонева – Милка
- Дора Стаева – кака Куна
- Вихър Стойчев – Пелин
- Димитрина Минчева – Пенка
- Веселин Вълков – докторът
- Климент Михайлов – Стаменов
- Лъчезар Великов – Тимо
- Иво Русев – Стойко
- Николай Начков – Кьоса
- Иван Янчев – Асенов
- Димитър Милушев – бай Янаки
- Никола Дадов – бай Христо
- Валери Русинов – Ножчето
- Кръстьо Дойнов – Дамян
- Васил Топузлиев – Кольо Миланов
- Рамис Татаров – бай Киро
- Георги Канзов – Ваньо

В епизодите:
- Янко Топузлиев
- Христо Ламбов
- Миланка Пенева
- Адела Симеонова
- Йотка Звискова
- Кънчо Кънев
- Пепо Габровски
- Любомир Ялъмов
- Пенко Пенков
- Георги Новаков
- Христо Червеноврежки
- Стефан Бобадов
- Илия Георгиев
- Йордан Спиров
- Цветана Денкова
- Ивалин Димитров
- Петър Добрев
- Георги Христов
- Васил Спасов
- Атанас Маджаров
- Веселин Борисов
- Кирил Спасов
- Вълчо Камарашев – бай Младен
- Димитър Керанов
- Спас Захариев
- Андрей Кочев
- Иван Григоров
- Гроздан Герцов
- Георги Горанов
- Георги Елкинов
- Йордан Дянков
- Данчо Алексиев
- Итьо Итев
- Ламби Порязов
- Нино Луканов
- Тихомир Златев
- Славчо Митев
- Любен Калинов
- Стоян Стоянов
- Димитър Кучланов
- Стефан Делев
- Тодор Иванов
- Любомир Димов
- Веселин Чиплаков
- Илия Михайлов
- Петър Гетов
- Елена Пенкова